# Giovanna Marini
Giovanna Marini   (Roma, 19 de gener de 1937 - Roma, 8 de maig de 2024) va ser una cantautora i investigadora italiana d'etnomusicologia.

## Biografia
Va néixer el 1937 en el si d'una família de músics a Roma. És filla del compositor Giovanni Salviucci. El 1959 va cursar els estudis de guitarra clàssica al Conservatori de Santa Cecília de Roma i va perfeccionar les seves habilitats amb el guitarrista espanyol Andrés Segovia.
Al voltant de 1960, va conèixer al cineasta Pier Paolo Pasolini, l'escriptor Italo Calvino, així com els musicòlegs Roberto Leydi, Diego Carpitella i Alessandro Portelli. Va començar a estudiar les cançons obreres i la història social viatjant per tota la península italiana per recopilar cançons populars en diversos dialectes italians i llengües regionals. El 1962 va fundar junt amb Fausto Amodei, Gualtiero Bertelli, Gianni Bosio, Caterina Bueno, Giovanna Daffini, Ivan Della Mea, Roberto Leydi, Paolo Pietrangeli, Alessandro Portelli, Duomo di Piadena i Pastori di Orgosolo a Milà, el conjunt "Nuovo Canzoniere Italiano", l'objectiu del qual era redescobrir i difondre la tradició de la cançó obrera italiana. Va estudiar entre d'altres els treballs d'improvisació del poeta sard Peppino Marotto.
Giovanna Marini es va convertir en una de les col·laboradores més importants de l'Institut Ernesto de Martino, fundat el 1966, a la ciutat toscana de Sesto Fiorentino al nord-oest de Florència, que s'havia fixat la tasca de difondre el coneixement de la cultura obrera a Itàlia. Va gravar i catalogar un gran nombre de cançons populars redescobertes de la memòria amb l'ajut d'un sistema de stave desenvolupat per ella.
El 1966, Dario Fo va organitzar el festival de cançons populars Ci ragiono e canto a Milà, en el qual van participar Giovanna Marini, Rosa Balistreri, Caterina Bueno, Maria Teresa Bulciolu, Ciccio Busacca, Giovanna Daffini, Enzo Del Re, Ivan Della Mea i els grups Padano di Piadena i Coro del Galletto di Gallura. El festival va tenir lloc dues vegades més; el 1969 i el 1973.
El Quartetto Vocale va ser fundat el 1976 per poder interpretar peces polifòniques compostes per Giovanna Marini, que anteriorment cantava sola a la guitarra. Originalment, el grup comprenia onze col·laboradors i posteriorment va estar format per Giovanna Marini, Patrizia Nasini (des de 1981), Patrizia Bovi (des de 1990) i Francesca Breschi. Entre d'altres, es van crear les cantates Correvano coi carri (1977), Sibemolle (1998) i Cantata del secolo Breve (2000) per al Quartetto Vocale. Aquest darrer es va inspirar en l'obra històrica d'Eric Hobsbawm i es va representar el 2001 al "Théâtre de Vidy" de Lausana. Amb motiu del bicentenari de la Revolució Francesa el 1989, Giovanna Marini va signar la Declaració Universal dels Drets Humans.
Des de 1989 va ensenyar Etnomusicologia aplicada a la "Scuola Popolare di Musica di Testaccio" (SPMT) al barri romà Testaccio. De 1991 a 2000 va ocupar una càtedra d'etnomusicologia a la Universitat de París VIII de Vincennes-Saint Denis. Amb els seus estudiants va emprendre viatges d'estudi per Itàlia per transcriure cançons tradicionals orals amb motiu de celebracions religioses i profanes. El 2002, Giovanna Marini es va fer coneguda per un ampli públic pel seu àlbum Il fischio del vapore, en el qual canta cançons populars italianes juntament amb el cantautor italià Francesco de Gregori. El 2004, va signar la Balada del centre penitenciari en Lectura d'Oscar Wilde i De Profundis. El 2005 va escriure al Festival Angelica di Musica Contemporanea la música als poemes de Pier Paolo Pasolini de la banda Le ceneri di Gramsci (1957).
Posteriorment va continuar fent classes a la Scuola Popolare di Musica di Testaccio (SPMT) de Roma.